# George Holyoake

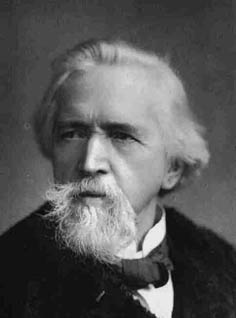
George Holyoake

George Jacob Holyoake (Birmingham, 13 april 1817 - 22 januari 1906) was een Engels secularist en coöperator. In 1841 werd hij de laatste persoon in Engeland die veroordeeld werd voor blasfemie.
Holyoake was een door Robert Owen geïnspireerd lector, toen hij bij een openbare lezing een vraag beantwoordde. Hoewel zijn woorden niet theologisch gekleurd waren, bleken ze voor de staat redenen te bevatten om hem zes maanden gevangenisstraf te geven. Na het uitzitten van zijn straf bedacht Holyoake de term secularisme, om het kader van zijn meningen te vatten. Hij zette de krant Reasoner op om deze uiting te kunnen geven.
Het latere deel van zijn leven besteedde Holyoake vooral aan het verkondigen van het coöperatieve gedachtegoed.